# 신대륙자유꼬리박쥐속
신대륙자유꼬리박쥐속(Nyctinomops)은 큰귀박쥐과에 속하는 박쥐 속의 하나이다. 4종으로 이루어져 있다.

## 하위 종
- 필자유꼬리박쥐 (Nyctinomops aurispinosus)
- 주머니자유꼬리박쥐 (Nyctinomops femorosaccus)
- 넓은귀박쥐 (Nyctinomops laticaudatus)
- 큰자유꼬리박쥐 (Nyctinomops macrotis)